# Hans von Laffert (Goldschmied)
Hans von Laffert, auch Lafferde (bl. 1419–1444; † zwischen 1444 und 1446) war ein deutscher Goldschmied.

## Leben

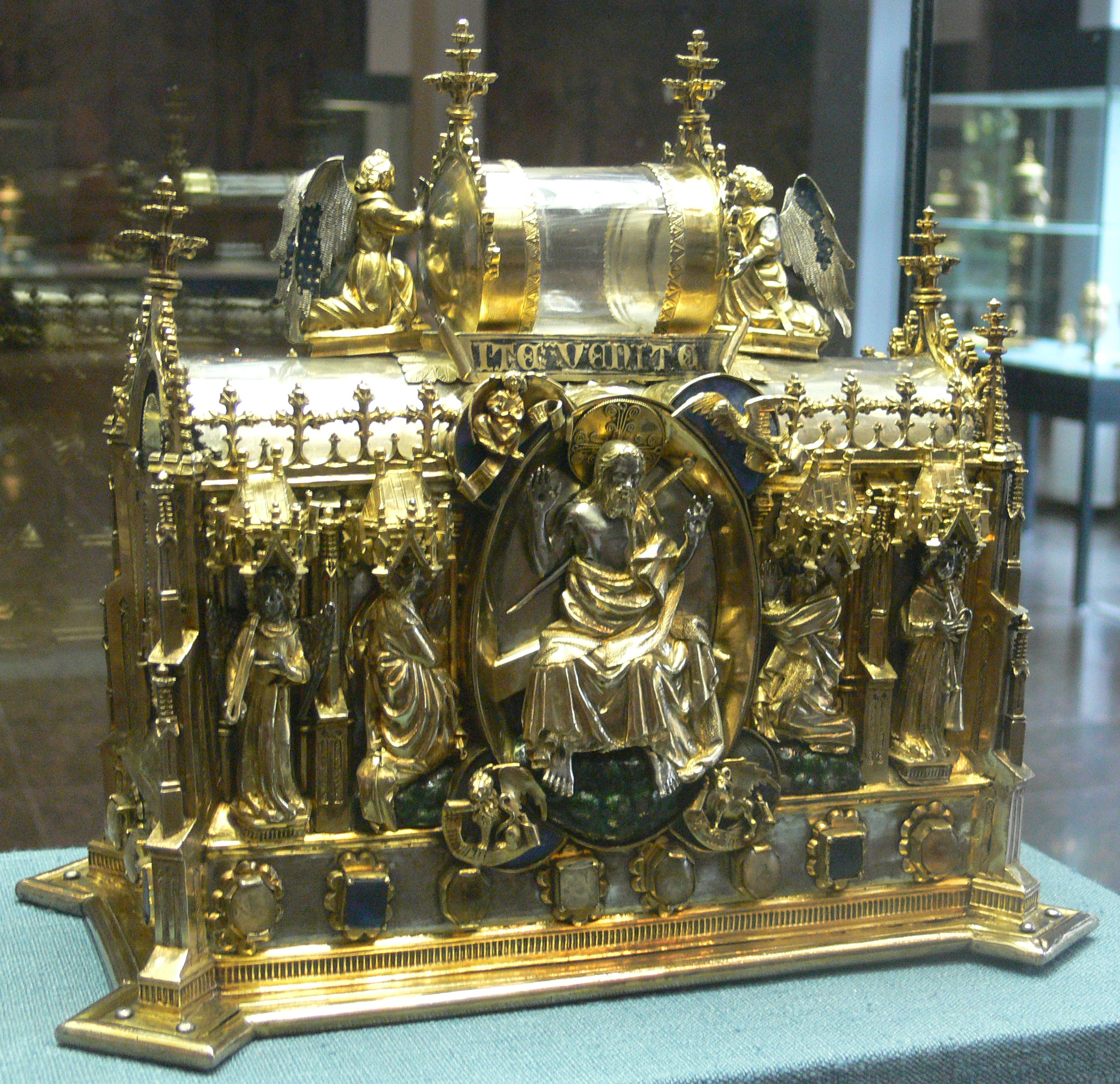
Lüneburger Bürgereidkristall

Hans Laffert war Sohn des 1419 verstorbenen Ludolf von Laffert. Er entstammte einer ursprünglich aus Braunschweig stammenden Lüneburger Sülfmeister-Familie, aus der später die Adelsfamilie Laffert hervorging. Laffert ist als Lafferde 1438 als Bürger in Lüneburg nachgewiesen. Als Goldschmied überliefert ist er durch das von ihm geschaffene und durch Inschrift mit Datierung auf das Jahr 1443 zuzuordnende Bürgereidkristall, ein kapellenförmiges Reliquiar, das als Bestandteil des Lüneburger Ratssilbers seit 1874 Bestandteil der Sammlungen des Kunstgewerbemuseums Berlin ist. Auf dieses Reliquiar schworen bis 1799 alle Sülfmeister im Lüneburger Rathaus den Lüneburger Bürgereid. Als weiteres Werk wird ihm ein Kelch mit Patene von 1440 im damals von dem Lüneburger Ratsherren Heinrich Lange als Vorsteher verwalteten Stift Nikolaihof in Bardowick, versehen mit dem Laffertschen Wappen (Hirsch), zugeschrieben. 1446 wird seine Frau Kerstina urkundlich als Witwe erwähnt.
Sein Sohn Meyne Laffert war um 1483/85 ebenfalls Goldschmied in Lüneburg und verstarb 1486.